# ايفون سوندرز
ايفون سوندرز-مونديزاير (بالإنجليزية: Yvonne Saunders) (ولدت في 9 أكتوبر 1951) هي جامايكية - كندية لاعبة سباقات سابقة في المضمار والميدان الرياضي. وهي منافسة متعددة الرياضات، تنافست في سباق الخماسي للنساء ، والقفز الطويل ، والقفز العالي ، 400 متر و800 متر . شاركت على الصعيد الدولي في كندا وجامايكا وإنجلترا خلال مسيرتها المهنية.

## وصلات خارجية
- ايفون سوندرز على موقع الاتحاد الدولي لألعاب القوى (الإنجليزية)
- ايفون سوندرز على موقع أوليمبيديا (الإنجليزية)
- ايفون سوندرز على موقع اللجنة الأولمبية الكندية (الإنجليزية)
- ايفون سوندرز على موقع اتحاد ألعاب الكومنولث (مؤرشف) (الإنجليزية)
- ايفون سوندرز على موقع اتحاد ألعاب الكومنولث (مؤرشف) (الإنجليزية)